# Geha (kantoor)

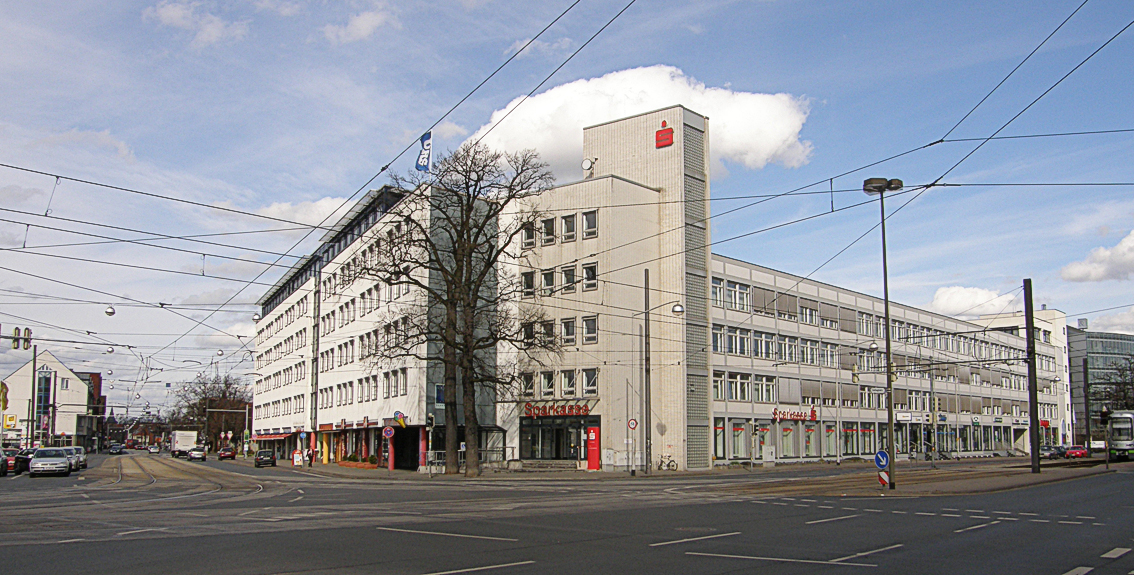
het fabrieksterrein in Hannover Buchholz

Geha was een Duitse fabrikant van kantoorartikelen, gevestigd te Brilon en Hannover. Tegenwoordig is het een handelsfirma.
Geha werd in 1918 te Hannover opgericht door 2 broers genaamd Heinrich en Conrad Hartmann. Aldus ging het bedrijf Gebrüder Hartmann heten. Het legde zich aanvankelijk toe op de verkoop van carbonpapier en schrijfwaren. In 1922 startte ook de productie daarvan. De fabriek werd in 1931 uitgebreid met de productie van chemische kantoorbehoeften, waaronder kleefstoffen en inktragers. Ook kwam de Geha-Rotary stencilmachine op de markt.
In 1950 startte de productie van Geha-vulpenhouders met verwisselbare inktpatronen.
In 1972 kwam de Geha daglichtoverheadprojector op de markt, alsmede hete eerste kopieerapparaat, de Geha 1800.
In 1982 kwam het laatste Geha-product op de markt: een serie papiervernietigers. Geha kwam als eerste met papierversnipperaars, terwijl voordien slechts strokenvernietigers werden toegepast.
In 1989 werd Geha opgenomen in het Zwitserse Pelikan Holding. De eigen productie werd afgebouwd en in 1990 ging men beamers verkopen, en later complete presentatiesystemen. Vanaf 1999 werden ook drukkerijbenodigdheden op de markt gebracht.